# Sant Muç de Rubí
Sant Muç de Rubí és una petita església del municipi de Rubí (Vallès Occidental) protegida com a bé cultural d'interès local.

## Descripció
És una capella d'una sola nau, que és la part més primitiva. El presbiteri que s'aixeca per sobre de la nau va ser construït en el segle xviii. Davant de la porta d'entrada hi ha un pòrtic format per tres arcs rebaixats que es sustenten per dues columnes. S'hi accedeix per una escalinata de cinc graons.

## Història
Capella molt vinculada a la història de la Barcelona vuitcentista. Va ser construïda l'any 1307 amb un llegat de 12 diners a la llàntia de Sant Muç fet per Guillem i Elisenda de Vilaroç. Posteriorment, aquests llegats van ser molt freqüents en els testaments dels veïns d'aquella època. Entre els segles xvii i XIX s'hi van fer nombrosos aplecs de les colles dels Xatos de Sant Muç, originaris del Raval de Barcelona.